# Altengottern
Altengottern är en ortsteil i kommunen Unstrut-Hainich i Unstrut-Hainich-Kreis i förbundslandet Thüringen i Tyskland. Altengottern var en kommun fram till den 1 januari 2019 när den uppgick i Unstrut-Hainich. Altengottern hade 1 017 invånare 2018.